# Junction Peak
Junction Peak je hora na jihovýchodě pohoří Sierra Nevada, v Tulare County a Inyo County, v Kalifornii. Nachází se v okolí nejvyšší hory Sierry Nevady Mount Whitney. Junction Peak náleží s nadmořskou výškou 4 233 metrů mezi dvacet nejvyšších vrcholů Kalifornie. 
Nachází se na hranici Národního parku Kings Canyon, Národního parku Sequoia a chráněné oblasti John Muir Wilderness.
Hora nese název Junction Peak od roku 1896. Jméno bylo zvoleno, protože Junction Peak tvoří hranici rozvodí řek Kings River a Kern River. Je součástí hlavního hřebene Sierry.

## Geografie
Vrchol hory vystupuje 0,5 kilometru východně od průsmyku Forester Pass, kterým prochází pěší turistická trasa John Muir Trail. Ta je součástí známé Pacific Crest Trail. V nejbližším okolí Junction Peak se 2,2 kilometry severovýchodně nachází Mount Keith a 2,9 kilometru severozápadně Mount Stanford. Mount Whitney leží necelých 15 kilometrů jihovýchodně.